# 재회 (영화)
재회(La Gifle, The Slap)는 이탈리아에서 제작된 클로드 피노토 감독의 1974년 코미디, 드라마, 멜로/로맨스 영화이다. 리노 벤추라 등이 주연으로 출연하였고 알렝 프와레 등이 제작에 참여하였다.

## 출연

### 주연
- 리노 벤추라
- 애니 지라르도
- 이자벨 아자니
- 니콜 쿠르셀

### 조연
- 자크 스피에저
- 미첼 오몬트
- 로버트 하디
- 나탈리 베이
- 자비에 겔린
- 조르주 윌송

## 제작진
- 미술: 피에르 구프로이